# Massefunktion
Als Massefunktionen werden wichtige Parameter des Erdschwerefeldes bezeichnet, die durch harmonische Analyse des Schwerepotentials (Reihenentwicklung nach Kugelfunktionen) bestimmt werden können.
Der Begriff wurde vom Geodäten Karl Ledersteger um 1965 geprägt, der erstmals untersuchte, wie weit die wesentlichen Ergebnisse der Dynamischen Satellitengeodäsie mit theoretischen Gleichgewichtsfiguren des Erdinnern in Einklang gebracht werden können.
Physikalisch stellen die Massefunktionen jene Parameter des Schwerepotentials dar, mit denen man die wesentlichen Abweichungen des Erdschwerefeldes von dem einer mittleren Erdkugel bzw. eines theoretischen Erdellipsoids beschreiben kann. Mathematisch sind sie die harmonischen Koeffizienten einer Reihenentwicklung des Schwerepotentials, die an der Erdoberfläche durch längen- und breitenabhängige Kugelflächenfunktionen bis zu einem bestimmten Grad {\displaystyle n} durchgeführt wird. Diese zweidimensionale Lösung wird mittels geeigneter Verfahren der Feldfortsetzung in den Bereich der Bahnhöhen der geodätischen Erdsatelliten transformiert.

## Einzelne Massefunktionen bzw. Koeffizienten
- {\displaystyle J_{1}} ist immer Null.
- Die größte Massefunktion des Erdkörpers ist der Schwerekoeffizient {\displaystyle J_{2}}, der etwa 0,00108 beträgt und direkt mit der Erdabplattung zusammenhängt (21 km Unterschied zwischen mittlerem Äquator- und Polradius der Erde). Physikalisch ist {\displaystyle J_{2}} die Differenz der Trägheitsmomente um die Rotationsachse der Erde und um eine im Äquator liegende Achse:

{\displaystyle J_{2}=J_{\text{rot}}-J_{\text{eq}}}
Als eigentliche Massefunktionen werden jedoch erst die nachfolgenden Koeffizienten {\displaystyle J_{3},J_{4}} usw. bezeichnet, die wesentlich kleiner sind (Wirkung auf die Erdfigur nur wenige Millionstel bzw. weniger als 20 Meter). Sie beschreiben die mittlere vertikale Abweichung des Geoids vom globalen Erdellipsoid in bestimmten Breitenzonen. Dieses rotationssymmetrische Potentialmodell (Mittelung des Geopotentials entlang der Parallelkreise) erhält man durch harmonische Entwicklung nach zonalen Kugelfunktionen, die sich aus breitenabhängigen Legendre-Polynomen aufbauen.
- {\displaystyle J_{3}} bedeutet eine Nord-Süd-Asymmetrie der Erdfigur, die einer unterschiedlichen Abplattung der beiden Hemisphären entspricht und etwa 15 Meter ausmacht. Sie wurde bereits durch kleine Bahnstörungen des ersten US-Satelliten Explorer 1 entdeckt und erhielt in den Medien den unglücklichen Spitznamen „Birnenform der Erde“, obwohl sie gegenüber der Erdabplattung selbst weniger als ein Tausendstel beträgt und vom Weltraum aus nicht zu beobachten wäre.
- Die Massefunktion 4. Ordnung {\displaystyle J_{4}} kann als mittlere Abweichung der Erdmeridiane von der Ellipsenform gedeutet werden und macht unter 45° Breite ebenfalls rund 15 Meter aus (also wie {\displaystyle J_{3}} etwa 2 Millionstel des Erdradius).
- Der Koeffizient {\displaystyle J_{5}} ist fast Null.
- {\displaystyle J_{6}} macht nur wenige Meter aus, und die folgenden Terme lediglich einige Dezimeter.

## Weiterentwicklung
Seit etwa 1970 wurde es möglich, die vereinfachte zonale Reihenentwicklung ({\displaystyle J_{2},J_{3},\dots ,J_{14}}) des Geoids zu einer flächendeckenden, zweidimensionalen Analysemethode zu erweitern, in der auch die geografische Länge berücksichtigt ist. In einem solchen Erdmodell mit tesseralen (schachbrettartigen) Kugelflächenfunktionen entspricht {\displaystyle J_{2}} dem harmonischen Koeffizienten {\displaystyle C(2,0)}, {\displaystyle J_{3}} entspricht {\displaystyle C(3,0)} usw. Die allgemeinen Terme der harmonischen Koeffizienten werden dann als {\displaystyle C(n,m)} und {\displaystyle S(n,m)} bezeichnet. Dabei stehen {\displaystyle C} für einen Cosinus-Term und {\displaystyle S} für einen Sinus-Term, jeweils der geografischen Länge, die in der Ordnung {\displaystyle m} auftritt ({\displaystyle m=0,1,2,\dots }), während {\displaystyle n} den Grad der Breitenabhängigkeit darstellt ({\displaystyle n=2,3,4,\dots }).
In einer solchen verallgemeinerten Reihenentwicklung können sich daher breiten- und längenabhängige Wirkungen auf das Geoid zwanglos überlagern, sodass man sie ohne jegliche Vorgaben (also nur aus den vorliegenden Messungen) bestimmen kann. Dies ist heute aus den Bahnen von Erdsatelliten bis etwa Grad und Ordnung 70 möglich.
Um etwa 1975 begann man, auch höhergradige Koeffizienten des Schwerefeldes zu bestimmen, indem man die aus Satellitenbahnen abgeleiteten Terme {\displaystyle C(n,m)} mit terrestrisch bestimmten Schwerefeldparametern kombinierte. Seit einigen Jahren ist dies bis etwa zu Grad und Ordnung 720 möglich. Damit haben die Geowissenschaften ein mathematisches Verfahren zur Verfügung, mit dem das Erdschwerefeld – je nach Bedarf – durch bis zu 100.000 Parameter beschrieben wird. Damit lässt sich das Geoid weltweit durch rekursive (also einfach zu programmierende) Formeln mit einer Auflösung von etwa 50 km darstellen, und die Wirkung auf Satellitenbahnen auf mindestens 1 Meter.
Feinere Details können durch lokale terrestrische Messungen angefügt werden, während bei geringerem Genauigkeitsbedarf die Reihenentwicklung an passender Stelle abgebrochen wird. So haben GPS-Empfänger das Schwerefeld der Erde bis etwa zum Grad n=8 oder 10 einprogrammiert, was etwa 100 Massefunktionen und einer Höhengenauigkeit von ca. 5 Metern entspricht.